# Tyrone Green
Pour les articles homonymes, voir Green.
Pas d'image ? Cliquez ici

a Compétitions nationales et continentales officielles uniquement.

b Matchs officiels uniquement.
Dernière mise à jour le 2 août 2023.
Tyrone Green, né le 5 mars 1998 à Klerksdorp (Afrique du Sud), est un joueur de rugby à XV sud-africain, évoluant aux postes d'arrière ou d'ailier. Il joue avec le club anglais des Harlequins en Premiership depuis 2020.

## Carrière

### En club
Tyrone Green commence le rugby à l'âge de quatre ans dans la ville de Stilfontein, située dans la province du Nord-Ouest. En 2011, il représente la province des Leopards dans la catégorie des moins de 13 ans de la Craven Week.
À l'adolescence, il rejoint la Jeppe High School (en) à Johannesbourg, et joue avec l'équipe de l'établissement,. Il joue alors principalement au poste de demi d'ouverture, avant de se convertir petit à petit en arrière. 
Parallèlement à sa scolarité, il rejoint en 2016 l'académie des Golden Lions, avec qui il dispute notamment la Craven Week en 2014 et 2016,,. En 2017, il remporte le championnat provincial des moins de 19 ans avec son équipe,. En 2018, il remporte le championnat des moins de 21 ans, marquant un essai lors de la finale contre les Blue Bulls.
En 2017 et 2018, il dispute la Varsity Cup (en) (championnat universitaire sud-africain), avec l'équipe des FNB Wits.
Il commence sa carrière professionnelle en 2018 avec les Golden Lions lorsqu'il est appelé à disputer la Currie Cup . Il dispute sa première rencontre le 24 août 2018 contre les Griquas.
En 2019, il est retenu dans l'effectif de la franchise des Lions, évoluant en Super Rugby. Profitant d'une mise au repos d'Andries Coetzee, il joue son premier match le 16 mars 2019 contre les Melbourne Rebels. Il dispute neuf rencontres lors de cette première saison, partageant son temps de jeu entre l'arrière et l'aile, et se fait remarquer par son potentiel,,.
Plus tard en 2019, il est finaliste de la Currie Cup avec les Golden Lions. Il marque cinq essais en sept matchs lors de la compétition.
Lors de la saison 2020 de Super Rugby, il joue six matchs et inscrit deux essais, avant que la saison ne soit interrompue à cause de la pandémie de Covid-19. Lors de cette saison tronquée, il est considéré comme le meilleur joueur des lignes arrières de sa franchise après une série de bonnes performances,.
En juin 2020, il prend la décision de quitter les Lions, en usant de droit de casser son contrat dans la fenêtre mise en place par la fédération sud-africaine, qui souhaite alors réduire les coûts dans le contexte de la pandémie. Il rejoint dans la foulée le club anglais des Harlequins, évoluant en Premiership,. Dans son nouveau club, il se révèle rapidement être un élément important par ses qualités de vitesse, d'évitement et sa polyvalence,. 
Lors des phases finales en juin 2021, il hérite du poste d'arrière après la suspension de l'historique Mike Brown,. Lors de la demi-finale face à Bristol, il réalise une bonne performance, avec deux essais à la clé, et reçoit le titre d'homme du match. La semaine suivante, il est titulaire lors de la finale remportée par son équipe contre les Exeter Chiefs. En janvier 2022, il prolonge son contrat avec le club londonien sur le long terme.
Lors de la saison 2022-2023, il ne joue que cinq matchs avant que sa saison ne soit brutalement interrompue par une grave blessure au genou, qui l'écarte des terrains pour le restant de la compétition.

### En équipe nationale
Tyrone Green joue avec la sélection scolaire sud-africaine en 2016, évoluant alors au poste de demi d'ouverture,.
Il joue par la suite avec l'équipe d'Afrique du Sud des moins de 20 ans dans le cadre du championnat du monde junior 2018. Il inscrit trois essais en cinq matchs lors de la compétition, que son équipe termine à la troisième place,. À la fin de l'année, il nommé pour le titre de meilleur joueur junior sud-africain, titre qui sera finalement remporté par son coéquipier Wandisile Simelane.
En 2020 et 2021, ses récentes performances en club attirent l'attention des médias sud-africain, qui lui voit un avenir avec les Springboks,. Au début de l'année 2022, il se fait également remarquer par le sélectionneur anglais Eddie Jones, qui lance une recherche quant à l'éligibilité de Green avec l'Angleterre, la famille de ce dernier étant de descendance anglaise.

## Palmarès

### En club
- Finaliste de la Currie Cup en 2019 avec les Golden Lions.
- Vainqueur du Championnat d'Angleterre en 2021 avec les Harlequins

### Distinctions personnelles
- Membre de l'équipe-type du Championnat d'Angleterre en 2024.